# Сантьягская и Чилийско-Перуанская епархия
Сантья́гская и Чили́йско-Перуа́нская епархия — упразднённая епархия РПЦЗ на территории Чили и Перу.

## История
В первый раз учреждена в марте 1946 года в составе Северо-Американской митрополии, которая на тот момент подчинялась Архиерейскому Синоду РПЦЗ. На кафедру был хиротонисан епископ Серафим (Иванов). После участия в Архиерейском Соборе в Мюнхене в мае 1946 года епископ Серафим, ввиду невозможности отправиться на кафедру в Чили, вместе с братией эмигрировал в Соединенные Штаты, где они поселились в Свято-Троицком монастыре в Джорданвилле. После этого территория Чили подчинялась Сан-Паульской епархии.
На Архиерейском соборе РПЦЗ в 1953 году епископ Леонтий (Филиппович) докладывал:

Чили <…> страна бедная, но культурная. Там около 500—600 душ православных. Имеется в Сант-Яго два храма. Духовенство не имело прежде взаимообщения. В одном храме о. Илиодор Антипов и о. Николай Кашников, работающий на шоколадной фабрике. О. Кашников обслуживает Вальпараисо. Епископ Леонтий живет там скорей как гость, ибо не является настоятелем храма. Жалование ему собирают по подписным листам в обоих храмах. В другом храме настоятель прот. Владимир Ульянцев. Там оживлённая политическая жизнь. Вокруг этого храма сгруппировались все политические партии. Епископ Леонтий образовал Св. Владимирский кружок молодёжи. До 50 человек есть русских в Консепсионе, где собираются построить часовенку. Все кандидаты в священники — юноши из Белграда. <…> Сразу по приезде в Чили Епископа Леонтия пригласили ИМКА и предложили давать по 6-ти тысяч пезо лично для него и на благотворительность. Епископ Леонтий не хотел брать денег. Когда в Церкви обвалился потолок, Мировой Союз Церквей предложил 500 долл. на ремонт. Это предложение раскололо Приходской Совет на две партии. Одна была за получение этих денег, другая против. Последние заявили, что совсем отойдут от Церкви, так как не желают иметь никакого отношения к масонам. О. Владимир Ульянцев настаивал на том, чтобы взять эти деньги, но Епископ Леонтий категорически отказался.

В 1953 году решением Архиерейского Синода Русской православной церкви (за границей) была образована Чилийско-Перуанская епархия, и в Сантьяго был направлен епископ Леонтий (Филиппович) (с 1957 года — архиепископ). В столице Чили имелся православный храм святой Троицы, постройка которого на средства и силами самих прихожан была закончена в 1946 году. Православный храм в Сантьяго стал очагом русской культуры: во дворе Русского дома устраивались праздники, была собрана по крупицам библиотека.
В Чили епископ Леонтий за короткий срок организовал приходы в тех городах, где имелись русские общины.
В 1958 году архиепископ Леонтий открыл небольшой Успенский женский монастырь, пять первых монахинь которого прибыли в Чили из Палестины после перехода Горненского женского монастыря под юрисдикцию Московской патриархии.
Вот как описывал жизнь русского прихода в Сантьяго в конце 1950-х годов один из тогдашних прихожан:

Жизнь Чилийско-Перуанской епархии протекает более чем скромно, но зато богата своей духовной, поистине подвижнической жизнью, родственной жизни наших отдаленных скитов среди девственных лесов уединенных уголков былой России… Архиепископ Леонтий живет в деревянном примитивном домике, примыкающем к собору, где находится и его Епархиальное управление. Владыка ежедневно совершает строго уставные богослужения в Свято-Троицком соборе с помощью монахинь, которые живут в своем небольшом каменном домике вблизи собора. По воскресным и праздничным дням поет небольшой хор, которым управляют поочередно монахини Иоанна и Иулиания.
В 1959 году Свято-Троицкий приход в Лиме, столице Перу, перешёл в Северо-Американскую митрополию. Ныне приход находится в Ведении Константинопольского Патриархата.
После катастрофического землетрясения в Чили 22 мая 1960 года небольшие группы православных в провинции рассеялись, из-за чего епархия свелась почти к одному приходу в Сантьяго.
В 1968 году архиепископ Леонтий хиротонисал первого иерея-чилийца — Иоанна Боденбурга.
Миссионерской работы среди местного населения епископ Леонтий не проводил, но покровительствовал всем, кто к нему обращался за помощью. Так принял православие и Хосе Муньос Кортес.
После смерти архиепископа Леонтия в июле 1971 году Троицкий приход, Указом Архиерейского Синода РПЦЗ, выведен из-под юрисдикции епископата Южно-Американского и Архимандрит Вениамин (Вознюк), оставшийся единственным священником Русской Зарубежной Церкви в Чили, был назначен администратором Чилийской епархии с переводом под непосредственную юрисдикцию Архиерейского Синода РПЦЗ.
Епархия поддержала военный переворот 1973 года в Чили, но она же помогла советским гражданам, находившимся тогда в Сантьяго, избежать преследования.
Архимандриту Вениамину с великим трудом удалось возвести красивый храм в псковско-новгородском архитектурном стиле.
7 мая 1993 года архимандрит Вениамин (Вознюк) был назначен администратором епархии.
Поставленный в 1998 году в Южную Америку епископ Александр (Милеант) имел уже титул Буэнос-Айресский и Южно-Американский, а не Буэнос-Айресский и Аргентинско-Парагвайский как его предшественники, что по видимому значило, что Чилийско-Перуанская епархия была упразднена.

## Епископы
- 9 марта — май 1946 — Серафим (Иванов)  на кафедре не был
- 21 октября 1953 — 2 июля 1971 — Леонтий (Филиппович)
- Вениамин (Вознюк) в/у, архимандрит
- сентябрь 1974 — Константин (Ессенский)  отказался от назначения